# Водный (Ипатовский городской округ)
Во́дный — хутор в Ипатовском городском округе Ставропольского края России.

## Варианты названия
- Водный (он же Садовый),
- Садовый,
- Садовый (Водный)[3].

## География
Расстояние до краевого центра: 105 км. Расстояние до районного центра: 12 км.

## История
В 1930 году на территории хутора был организован колхоз «Новая жизнь». В 1931 году хозяйство присоединилось к колхозу им. Шейко (с. Винодельное), а с 1932 года вновь действовало как самостоятельный колхоз.
По данным 1939 года, хутор Водный (Садовый) числился в составе Ипатовского сельсовета с центром в селе Ипатово. На карте Генштаба Красной армии 1941 года в населённом пункте (подписан как Садовый) 102 двора.
В 1953 году колхоз «Новая жизнь» влился в укрупнённый колхоз им. Сталина (с 1961 — им. Кирова).
На 1 января 1983 года хутор находился в подчинении Ипатовского горсовета:30. На карте Генштаба ВС СССР 1985 года издания для Водного указано население 240 человек.
До 1 мая 2017 года Водный входил в упразднённое городское поселение Ипатово.

## Население
| 1989 | 2002 | 2010 | 2014 | 2023 |
| ---- | ---- | ---- | ---- | ---- |
| 165  | ↗171 | ↘107 | ↘100 | ↗162 |

По данным переписи 2002 года, 95 % населения — русские.